# 三石神社 (神戸市)
三石神社（みついしじんじゃ）とは兵庫県神戸市兵庫区和田宮通3丁目2-51にある神社。祭神は神功皇后、天照皇大神、素盞嗚大神。

## 由緒
602年、推古天皇が禊（みそぎ）をしたところを祓殿塚（はらいどののつか）といい玉座にした石を三石という。
天平時代、行基が和田泊を興した時、神功皇后の神霊が現れ、船の往来を守るといわれたので、祓殿塚の旧跡に祠を立て神号を往来神・雪気神（ゆきけのかみ）とした。文禄2年（1593年）、雪気神を三石大神と改称。
なお、神社は元々は現在地より東南約300メートルのところにあったが、享保7年（1722年）に移転、さらに明治39年（1906年）に移転し現在地となった。

## 摂末社
三好稲荷神社・東洋大明神

## アクセス
JRまたは神戸市営地下鉄・和田岬駅より徒歩2分。